# Kalanchoe prittwitzii
Kalanchoe prittwitzii ist eine Pflanzenart der Gattung Kalanchoe in der Familie der Dickblattgewächse (Crassulaceae).

## Beschreibung

### Vegetative Merkmale
Kalanchoe prittwitzii ist eine ausdauernde, kahle, glauke Pflanze, die Wuchshöhen von 40 bis 230 Zentimeter erreicht. Ihre Triebe sind aufrecht oder basal niederliegend. Die glauken oder glauk werdenden Laubblätter sind gestielt. Der abgeflachte und auf der Oberseite gefurchte Blattstiel ist an seiner Basis leicht verbreitert und halb stängelumfassend. Er ist 0,5 bis 6 Zentimeter lang. Die eiförmige, längliche oder verkehrt eiförmige Blattspreite ist gelegentlich dreilappig oder besteht aus drei Teilblättern. Manchmal ist sie auf der Unterseite in der Nähe ihres Randes mit kastanien- oder purpurfarbenen Flecken besetzt. Mittlere Blätter sind 6 bis 25 Zentimeter lang und 2,5 bis 13 Zentimeter breit. Ihre Spitze ist stumpf, die Basis keilförmig. Der Blattrand ist grob stumpf gesägt bis gekerbt oder fast ganzrandig.

### Generative Merkmale

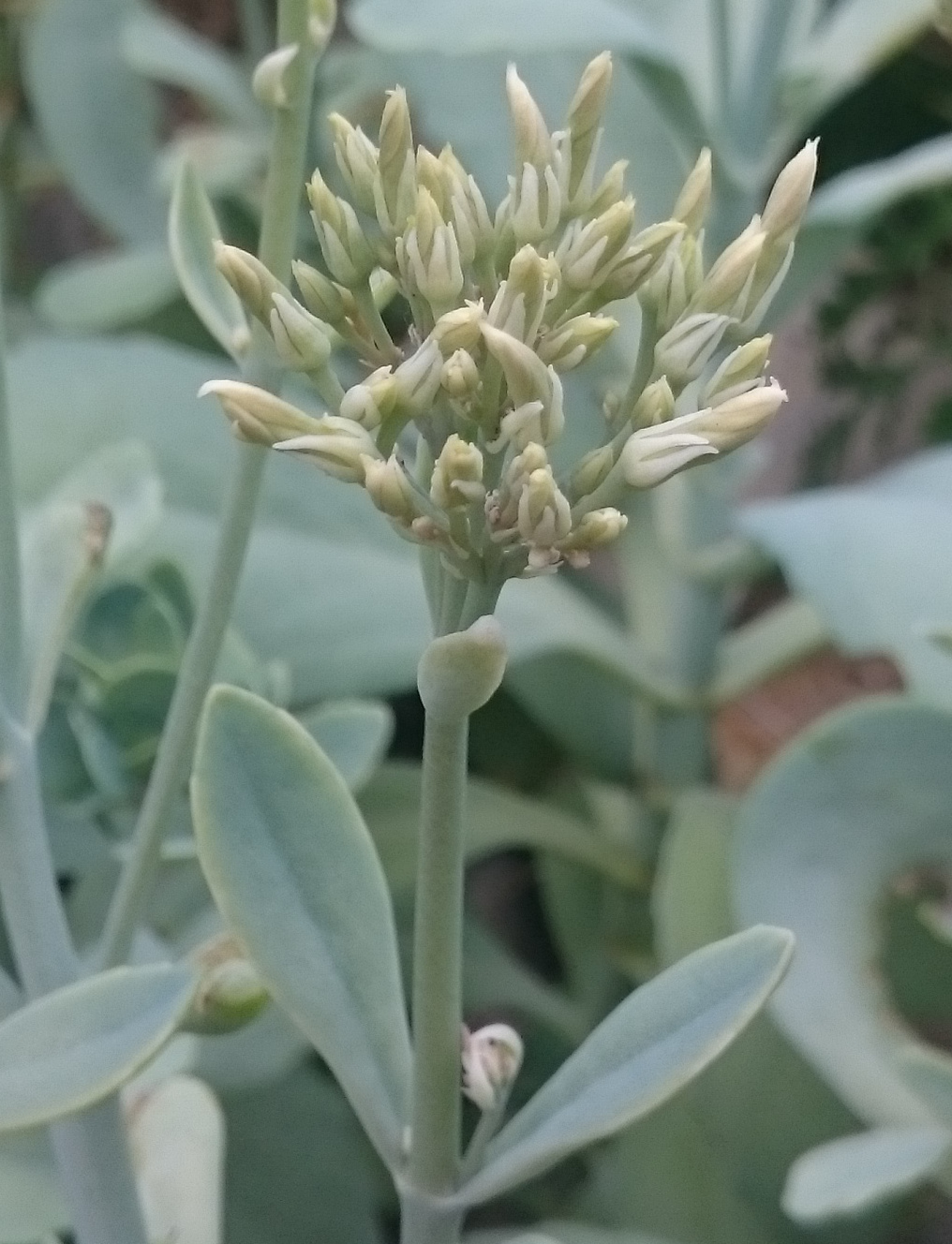
Blütenstand

Der lockere Blütenstand sind vielblütige rispige Zymen von bis zu 35 Zentimeter Länge und 20 Zentimeter Breite. Die aufrechten Blüten stehen an 5 bis 20 Millimeter langen Blütenstielen. Ihre Kelchröhre ist 0,5 bis 2 Millimeter lang. Die lanzettlich bis lanzettlich-pfriemlichen Kelchzipfel sind 6 bis 22 Millimeter lang und 1,5 bis 4 Millimeter breit. Die Blütenkrone ist weißlich oder gelblich grün bis cremefarben mit einem gelben Schlund oder gelb und nur selten gelblich rosafarben. Die zylindrische, an ihrer Basis vergrößerte Kronröhre ist 13 bis 28 Millimeter lang. Ihre länglich eiförmigen bis eiförmig-lanzettlichen Kronzipfel tragen ein aufgesetztes Spitzchen. Sie weisen eine Länge von 6 bis 18 Millimeter auf und sind 3 bis 7 Millimeter breit. Die  Staubblätter sind nahe der Spitze der Kronröhre angeheftet und ragen kaum aus der Blüte heraus. Die länglichen Staubbeutel sind 0,8 bis 3 Millimeter lang. Die linealisch-pfriemlichen Nektarschüppchen weisen eine Länge von 2 bis 3 Millimeter auf. Das linealisch-lanzettliche Fruchtblatt weist eine Länge von 7 bis 14 Millimeter auf. Der Griffel ist 4 bis 13 Millimeter lang.
Die Chromosomenzahl beträgt 2n = ca. 155–165.

## Systematik und Verbreitung
Kalanchoe prittwitzii ist in Zentral- und Ostafrika, im Sudan, in Äthiopien und Somalia an Waldrändern, im offenen Busch und Grasland, auf steinigem Grund oder an felsigen Hängen in Höhen von 450 bis 2200 Metern verbreitet.
Die Erstbeschreibung durch Adolf Engler wurde 1907 veröffentlicht.

## Nachweise